# 王利用
王利用（?—?），字国宾，号山木。通州潞县（今北京通州区）人。元朝官员。
开始奉事忽必烈于潜邸。忽必烈即位为元世祖，为翰林待制，兼兴文署。中统、至元年间，历太府内藏官、安州、肃州等四州知州、监察御史、翰林直学士、四川提刑按察使等，又为河东、陕西、燕南三道提刑按察副使。曾监铸百司印章、同修实录、惩治四川不法豪强官吏。元成宗大德二年（1298年），历任安西路、兴元路两路总管。在兴元，减职田租额，在他郡征役站户被废除。为太子宾客，上疏论十七事，劝成宗抚爱百姓，卒年七十七。追封潞国公，谥文贞。

## 延伸阅读
[在维基数据编辑]
 《元史·卷170》，出自宋濂《元史》
 《新元史/卷203》，出自柯劭忞《新元史》